# 欠席裁判
欠席裁判（けっせきさいばん）とは、当事者や代理人が出席しないまま、又は意見を述べられないままで行われる裁判。
またそこから転じて、比喩表現で当事者に意見陳述の機会を与えないまま当事者の不利になる決定を行うことを欠席裁判と表現することがある。

## 刑事裁判
日本の刑事裁判において、被告人には公判期日に出頭する権利と義務がある。
即ち、刑事訴訟法第286条は①法人がその代理人（法人代表者等）を出頭させる場合（刑事訴訟法第283条）、②50万円以下の罰金に当たる場合等、比較的軽微な事件（刑事訴訟法第284条）、③拘留にあたる事件の被告人であって、判決宣告期日以外の期日について裁判所の許可を得た場合（刑事訴訟法第285条1項）、④長期三年以下の懲役若しくは禁錮又は50万円を超える罰金に当たる事件の被告人であって、冒頭手続及び判決宣告期日以外の期日について裁判所の許可を得た場合（刑事訴訟法第285条2項）、⑤勾留されている被告人が、正当な理由がなく出頭を拒否し、刑事施設職員による引致を著しく困難にしたとき（刑事訴訟法第286条の2）、⑥被告人が許可を得ずに退廷にした場合や退廷を命じられた場合（刑事訴訟法第341条）といった例外事由に該当する場合を除いて、被告人が公判期日に出頭しないときは開廷することはできないとして、被告人が公判期日に出頭する権利を保障している。他方で、出廷した被告人については裁判長の許可がない限り退廷できず（刑事訴訟法第288条1項）、出頭の義務を負っている。
弁護人の出頭については、必要的弁護事件（刑事訴訟法第289条）を除いては必要的でない。
なお、刑事訴訟法第326条2項は被告人不出頭の場合の証拠調べについて、伝聞証拠に関する同意を擬制している。「訴訟の進行は同意の擬制によってではなく、証人尋問の原則に立ち返って図られるべきである」として反対する見解もあるものの、判例（最決昭53・6・28刑集32・4・724）は同条について、（被告人不出頭の場合）裁判所が被告人の同意の有無を確かめる方法がなく、訴訟の進行が著しく阻害されることを防止する趣旨であると解したうえで、被告人が退廷を命じられた場合等にあっても適用があるとする。

## 民事裁判
民事訴訟法学上、「欠席判決」（欠席裁判）とは厳密には、大正改正前の旧々民事訴訟法において存在していた当事者の一方が欠席した場合に，欠席したことそのものを理由として、欠席当事者に不利な判決をする制度のことを指すが、実務上は主として被告が口頭弁論期日に欠席し、答弁書等も提出しない場合のことを指し、本項でも以下そのような場合について解説する。
民事訴訟において、当事者（代理人を含む。以下同じ。）には口頭弁論期日（及び弁論準備手続期日）に出席する義務はなく、また出席しても意見を述べないことは可能であるが、当事者や代理人が適式な呼び出しを受けたにもかかわらず、期日において原告の主張を争うことを明らかにせず、または期日に出頭しなかった場合、よほどおかしな部分が無い限り、事実を争わないものとみなされる（擬制自白、民事訴訟法第159条第1項・第3項）。
ただし、以下のような例外がある。
①初回期日（民事訴訟法第158条）
提出された書面等を裁判資料とするためには口頭弁論期日における陳述を要するとする口頭主義の原則を貫けば、原告が欠席した場合、仮に被告が出席したとしても、そもそも被告による答弁の対象となる訴状自体が裁判資料とならないこととなり、口頭弁論期日が無意味となる。そのため、口頭弁論期日を無駄にしないために，民訴法158条はそのような場合に訴状の記載が陳述されたものとして審理を進めることを認め、また原告欠席の場合との公平上、被告欠席の場合にも事前に答弁書等の提出があれば、その陳述を擬制する。
なお、欠席判決の場合であっても、あくまで事実関係について擬制自白が成立するのみであり、慰謝料額、相当賃料などの法的評価そのものについては裁判所はこれに拘束されず、慰謝料額等については欠席裁判の場合でも満額認められるとは限らない。
民訴法第158条は控訴審の最初の口頭弁論期日にも適用されるとするのが通説・判例（最判昭和25・10・31民集4巻10号516頁）であるほか，弁論準備手続の最初の期日にも準用される（170条5項）。
実務上、初回期日（第1回口頭弁論期日）は被告の予定を考慮せず決定されることもあり、被告側は第1回口頭弁論期日に出頭せず擬制陳述とすることが多かったが、ウェブ会議の一般化等により第1回口頭弁論期日前に双方当事者に代理人が就任した場合は、第1回期日を取り消して初回から（ウェブ会議による）書面による準備手続等をすることも多くなっている。
一方当事者のみが欠席した場合の取り扱いは上記のとおりであるが、原告も被告も欠席した場合は、民訴法第263条により、1ヶ月以内に期日指定の申立がされない限り、訴えの取り下げが擬制される。
②欠席当事者への呼び出しが公示送達による場合（民事訴訟法第159条3項但書）
擬制自白は適式な呼び出しを受け、争う機会を与えられたにもかかわらず、相手方当事者の主張を争わなったことを根拠に認められるところ、欠席当事者が公示送達による呼出しを受けた場合、呼出しの事実を知らずに欠席したとみられるため、争う機会を与えられたのに争うことを明らかにしないということはできないためである。
そのため、相手方当事者は証拠に基づいて立証する必要があるが、欠席当事者からの具体的反論がなされるわけではないため、実際上の立証のハードルは比較的低いとされる。
③簡易裁判所における手続き（民事訴訟法第277条）
簡易裁判所における訴訟手続については、審理の簡易迅速という観点から民事訴訟法第277条が続行期日（第1回口頭弁論期日後の期日）においても、民事訴訟法第158条を準用する形で主張書面等の擬制陳述を認めている。
そのため、主張書面を提出する限り、簡易裁判所における訴訟手続きについては欠席裁判ということにはならない。